# Liste des distinctions de Shakira
Shakira est une chanteuse colombienne-compositeur-interprète, musicien, producteur de disques, danseuse et philanthrope. Après avoir émergé sur la scène latino-américaine en se produisant dans les années 1990, elle connaît un succès international à partir de 2002 grâce au titre Whenever, Wherever et à l'album Laundry Service. Cet article recense les récompenses obtenues par Shakira.

## ALMA Awards
Le prix American Latino Media Arts Award, ou ALMA Awards, est une distinction décernée aux artistes latinos qui promeuvent une représentation positive des Latinos dans le domaine du divertissement. Shakira a reçu cinq prix sur sept nominations,,,,,.
| Année | Travail nommé        | Catégorie                          | Résultat   |
| ----- | -------------------- | ---------------------------------- | ---------- |
| 2002  |                      | Outstanding Performer Femme, Femme | Lauréat    |
| 2002  | Laundry Service      | Album de L'année                   | Lauréat    |
| 2002  | Whenever,Wherever    | Chanson de L'année                 | Nomination |
| 2006  |                      | Outstanding Performer Femme, Femme | Lauréat    |
| 2006  | Fijacion Oral Vol. 1 | Album de L'année                   | Lauréat    |
| 2006  |                      | Humanitarian Award                 | Lauréat    |
| 2011  |                      | Meilleure Artiste Femme            | Nomination |

## American Music Awards
Les American Music Awards sont une cérémonie annuelle de remise de prix créée par Dick Clark en 1973. Shakira a reçu 5 prix sur 8 nominations,,,,,.
| Année | Travail nommé | Catégorie              | Résultat   |
| ----- | ------------- | ---------------------- | ---------- |
| 2001  |               | Artiste Latin Favorite | Nomination |
| 2002  |               | Artiste Latin Favorite | Nomination |
| 2003  |               | Artiste Latin Favorite | Nomination |
| 2005  |               | Artiste Latin Favorite | Lauréat    |
| 2006  |               | Artiste Latin Favorite | Lauréat    |
| 2010  |               | Artiste Latin Favorite | Lauréat    |
| 2012  |               | Artiste Latin Favorite | Lauréat    |

## ASCAP Awards
| Année | Travail nommé           | Catégorie                                                        | Résultat |
| ----- | ----------------------- | ---------------------------------------------------------------- | -------- |
| 2007  | Hips Don't Lie          | ASCAP Award latine - Pop / Chanson Ballad Winning                | Lauréat  |
| 2007  | Hips Don't Lie          | Prix ASCAP Pop Music - La plupart des chansons exécutées         | Lauréat  |
| 2008  | Te Lo Agradezco Pero No | ASCAP Award latine - Pop / Chanson Ballad Winning                | Lauréat  |
| 2010  | Loba                    | ASCAP Award latine - Pop / Chanson Ballad Winning                | Lauréat  |
| 2011  | Gitana                  | ASCAP Award latine - Pop / Chanson Ballad Winning                | Lauréat  |
| 2011  | Lo Hecho Está Hecho     | ASCAP Pop Music Award latine - La plupart des chansons exécutées | Lauréat  |
| 2011  | Waka Waka               | Prix ASCAP Pop Music - La plupart des chansons exécutées         | Lauréat  |

## Bambi Awards
Les Bambi Awards sont l'équivalent allemand des Emmy Awards. Ils récompensent les réalisations dans les domaines du cinéma, de la télévision, de la musique et du sport, entre autres. Shakira a reçu un prix sur deux nominations,,.
| Année | Travail nommé | Catégorie                  | Résultat |
| ----- | ------------- | -------------------------- | -------- |
| 2009  |               | Artiste Pop Internationale | Lauréat  |
| 2010  |               | Artiste Pop Internationale | Lauréat  |

## Billboard Music Awards
Les Billboard Music Awards sont sponsorisés par le magazine Billboard. Les prix sont décernés sur la base des données de vente de Nielsen SoundScan et des informations radio de Nielsen Broadcast Data Systems. Shakira a reçu sept prix sur vingt-six nominations,,,,,.
| Année | Travail nommé        | Catégorie                       | Résultat   |
| ----- | -------------------- | ------------------------------- | ---------- |
| 2005  | Fijación Oral Vol. 1 | Album de l'Année latine         | Lauréat    |
| 2005  | La Tortura           | Chanson Latine de L'année       | Lauréat    |
| 2005  | La Tortura           | Artiste Album latine de l'année | Lauréat    |
| 2006  | Hips Don't Lie       | Single pop de l'année           | Nomination |
| 2011  | Gypsy                | Top Chanson Latine              | Nomination |
| 2011  | Loca                 | Top Chanson Latine              | Nomination |
| 2011  |                      | Top Chanson Latine              | Nomination |
| 2011  |                      | Top Artiste Latine              | Lauréat    |
| 2011  |                      | Fan Favorite                    | Nomination |
| 2011  | Waka Waka            | Top Chanson Latine              | Lauréat    |
| 2011  | Waka Waka            | Top Video                       | Nomination |
| 2011  | Sale El Sol          | Top Album Latin                 | Nomination |
| 2012  | Shakira              | Top Social Artist               | Nomination |
| 2012  | Shakira              | Top Latin Artist                | Lauréat    |

## BMI Awards
| Année | Travail nommé                | Catégorie                                 | Résultat |
| ----- | ---------------------------- | ----------------------------------------- | -------- |
| 2000  |                              | BMI latine Award - Compositeur de l'année | Lauréat  |
| 2000  | Ciega, Sordomuda             | BMI latine Award - Chansons Winning       | Lauréat  |
| 2000  | Tú                           | BMI latine Award - Chansons Winning       | Lauréat  |
| 2000  | Inevitable                   | BMI latine Award - Chansons Winning       | Lauréat  |
| 2001  | No Creo                      | BMI latine Award - Chansons Winning       | Lauréat  |
| 2002  | Ojo Asi                      | BMI latine Award - Chansons Winning       | Lauréat  |
| 2003  | Suerte                       | BMI latine Award - Chansons Winning       | Lauréat  |
| 2003  | Te Aviso, Te Anuncio (Tango) | BMI latine Award - Chansons Winning       | Lauréat  |
| 2003  | Whenever, Wherever           | BMI latine Award - Chansons Winning       | Lauréat  |
| 2003  | Que Me Quedes Tú             | BMI latine Award - Chansons Winning       | Lauréat  |
| 2006  | Hips Don't Lie               | BMI Urban Award - Billboard No. 1s        | Lauréat  |
| 2007  | La Tortura                   | BMI latine Award - Song List              | Lauréat  |
| 2007  | La Tortura                   | BMI latine sonneries de l'année           | Lauréat  |
| 2007  | La Tortura                   | BMI Chanson de l'année                    | Lauréat  |
| 2007  | No                           | BMI Latin Awards Chanson de L'année       | Lauréat  |
| 2007  | Hips Don't Lie               | BMI Prix Pop - Song List                  | Lauréat  |
| 2008  | Beautiful Liar               | BMI Londres Awards Dance de L'année       | Lauréat  |
| 2008  | Beautiful Liar               | BMI Londres Awards Pop de L'année         | Lauréat  |
| 2010  | Las de la Intuición          | BMI latine Prix - Song List               | Lauréat  |
| 2011  | Loba                         | BMI latine Prix - Song List               | Lauréat  |
| 2011  | Lo Hecho Está Hecho          | BMI latine Prix - Song List               | Lauréat  |

## Brit Awards
| Année | Travail nommé | Catégorie                     | Résultat   |
| ----- | ------------- | ----------------------------- | ---------- |
| 2003  |               | Artiste percée internationale | Nomination |
| 2010  |               | Artiste International Féminin | Nomination |

## Echo Awards
| Année | Travail nommé      | Catégorie                              | Résultat   |
| ----- | ------------------ | -------------------------------------- | ---------- |
| 2003  |                    | Meilleur Artiste International Féminin | Lauréat    |
| 2003  |                    | Meilleur Newcomer international        | Nomination |
| 2003  | Whenever, Wherever | Meilleur Single International          | Nomination |
| 2006  |                    | Meilleur Artiste International Féminin | Nomination |
| 2007  |                    | Meilleur Artiste International Féminin | Nomination |
| 2007  | Hips Don't Lie     | Meilleur Single International          | Nomination |
| 2011  |                    | Meilleur Artiste International Féminin | Nomination |
| 2011  | Waka Waka          | Hit de L'année                         | Nomination |

## Fonogram Awards
| Année | Travail nommé   | Catégorie                                                     | Résultat   |
| ----- | --------------- | ------------------------------------------------------------- | ---------- |
| 2003  | Laundry Service | Prix pour les Fonogram international moderne Pop / Rock Album | Nomination |
| 2011  | Sale El Sol     | Prix pour les Fonogram international moderne Pop / Rock Album | Nomination |

## Golden Globe Awards
| Année | Travail nommé | Catégorie           | Résultat   |
| ----- | ------------- | ------------------- | ---------- |
| 2007  | Despedida     | Meilleure Bande son | Nomination |

## Grammy Awards
| Année | Travail nommé              | Catégorie                                    | Résultat   |
| ----- | -------------------------- | -------------------------------------------- | ---------- |
| 1999  | ¿Dónde Están Los Ladrones? | Meilleure Latin Rock/Alternative Performance | Nomination |
| 2001  | MTV Unplugged              | Meilleur Album Pop Rock                      | Lauréat    |
| 2006  | Fijación Oral Vol. 1       | Meilleur Latin Rock / Alternative Album      | Lauréat    |
| 2007  | Hips Don't Lie             | Meilleure Collaboration Pop avec Chant       | Nomination |
| 2008  | Beautiful Liar             | Meilleure Collaboration Pop avec Chant       | Nomination |
| 2018  | El Dorado                  | Meilleur Album Pop Rock                      | Lauréat    |

## Groovevolt Music Awards
| Année | Travail nommé        | Catégorie                              | Résultat   |
| ----- | -------------------- | -------------------------------------- | ---------- |
| 2006  | Fijacion Oral Vol. 1 | Meilleur Album Pop - Femme             | Nomination |
| 2006  | Fijacion Oral Vol. 1 | Meilleur Album Latin                   | Lauréat    |
| 2006  | La Tortura           | Meilleure performance Pop Song - Femme | Nomination |
| 2006  |                      | Artiste s'étant le plus à la mode      | Nomination |

## International Dance Music Awards
| Année | Travail nommé  | Catégorie                         | Résultat   |
| ----- | -------------- | --------------------------------- | ---------- |
| 2003  | Objection      | Meilleure piste latine            | Nomination |
| 2006  | La tortura     | Meilleure piste latine            | Lauréat    |
| 2007  | Hips Don't Lie | Meilleur latine / Reggaeton piste | Lauréat    |
| 2010  | She Wolf       | Meilleur latine / Reggaeton piste | Nomination |
| 2011  | Loca           | Meilleur latine / Reggaeton piste | Nomination |
| 2011  | Waka Waka      | Meilleur latine / Reggaeton piste | Nomination |

## Ivor Novello Award
| Année | Travail nommé  | Catégorie                                | Résultat |
| ----- | -------------- | ---------------------------------------- | -------- |
| 2008  | Beautiful Liar | Meilleure vente de chansons britanniques | Lauréat  |

## Juno Awards
| Année | Travail nommé   | Catégorie                      | Résultat   |
| ----- | --------------- | ------------------------------ | ---------- |
| 2003  | Laundry Service | Album International de L'année | Nomination |

## Los Premios MTV Latinoamérica
| Année | Travail nommé            | Catégorie                  | Résultat   |
| ----- | ------------------------ | -------------------------- | ---------- |
| 2002  |                          | Artiste de l'année         | Lauréat    |
| 2002  |                          | Meilleure artiste féminine | Lauréat    |
| 2002  |                          | Meilleur Artiste Pop       | Lauréat    |
| 2002  |                          | Meilleur Artiste - Nord    | Lauréat    |
| 2002  | Suerte                   | Video de L'année           | Lauréat    |
| 2005  | La tortura               | Video de L'année           | Lauréat    |
| 2005  | No                       | Video de L'année           | Nomination |
| 2005  |                          | Artiste de l'année         | Lauréat    |
| 2005  |                          | Meilleure artiste féminine | Lauréat    |
| 2005  |                          | Meilleur Artiste Pop       | Lauréat    |
| 2005  |                          | Meilleur Artiste Central   | Lauréat    |
| 2006  | Hips Don't Lie           | Chanson de L'année         | Lauréat    |
| 2007  | Te Lo Agradezco, Pero No | Video de L'année           | Nomination |
| 2009  |                          | Prix Fashionista - Femme   | Nomination |
| 2009  |                          | Meilleur Club Fan          | Nomination |
| 2009  |                          | Meilleure Label            | Lauréat    |
| 2009  | Loba                     | Video de L'année           | Nomination |
| 2009  | Loba                     | Chanson de L'année         | Nomination |

## Latin Billboard Music Awards
| Année | Travail nommé            | Catégorie                                                      | Résultat   |
| ----- | ------------------------ | -------------------------------------------------------------- | ---------- |
| 1997  | Pies Descalzos           | Meilleure Album Pop                                            | Lauréat    |
| 1997  | Un Poco de Amor          | Meilleure Video de L'année                                     | Lauréat    |
| 1997  |                          | Révélation de L'année                                          | Lauréat    |
| 2001  | MTV Unplugged            | Meilleur Artiste Latino avec l'album                           | Lauréat    |
| 2001  | MTV Unplugged            | Album pop de l'année, Femme                                    | Nomination |
| 2001  | MTV Unplugged            | Billboard 50 Artiste de l'année                                | Nomination |
| 2002  | Suerte                   | Latine Suivre Airplay pop de l'année                           | Nomination |
| 2002  |                          | Choice Award Viewer                                            | Lauréat    |
| 2003  |                          | Tournée latine de l'année                                      | Nomination |
| 2004  | Que Me Quedes Tu         | Piste latine Airplay pop de l'année, Femme                     | Nomination |
| 2006  | La Tortura               | Sonnerie latine de l'année                                     | Lauréat    |
| 2006  | La Tortura               | Chanson latine Airplay pop de l'année - duo ou un groupe       | Lauréat    |
| 2006  | La Tortura               | Chaud chanson latine de l'année                                | Lauréat    |
| 2006  | La Tortura               | Chaud chanson latine de l'année Duet vocale ou Collaboration   | Lauréat    |
| 2006  |                          | Artiste de L'année                                             | Nomination |
| 2006  |                          | Esprit de l'Espoir                                             | Lauréat    |
| 2006  |                          | Top Artiste Album latine de l'année                            | Nomination |
| 2006  | No                       | Chanson latine Airplay pop de l'année-Femme                    | Nomination |
| 2006  | Fijacion Oral Vol. 1     | Latin Pop Album-Femme                                          | Lauréat    |
| 2006  | Hips Don't Lie           | Chansons latino chaud de l'année                               | Nomination |
| 2006  | Hips Don't Lie           | Chanson latine Airplay pop de l'année - duo ou un groupe       | Nomination |
| 2007  |                          | Latin Tour de L'année                                          | Nomination |
| 2008  | Te Lo Agradezco, Pero No | Chansons chaud latin de la Duet d'année Vocal ou collaboration | Nomination |
| 2008  | Hips Don't Lie           | Sonnerie latine de l'année                                     | Nomination |
| 2009  |                          | Artiste latine Télécharger numérique de l'année                | Nomination |
| 2010  |                          | Chansons chaud latine - Artiste féminine de l'année            | Lauréat    |
| 2010  |                          | Airplay latine Pop - Artiste féminine de l'année               | Nomination |
| 2010  |                          | Airplay Tropical - Artiste féminine de l'année                 | Lauréat    |
| 2010  | Loba                     | Airplay Tropical - Artiste féminine de l'année                 | Nomination |
| 2010  | Loba                     | Latine Digital Download - Chanson de l'année                   | Nomination |
| 2011  |                          | Artiste de l'Année latine                                      | Nomination |
| 2011  |                          | Chansons chaud latine - Artiste féminine de l'année            | Lauréat    |
| 2011  |                          | Top Albums latine - Artiste féminine de l'année                | Lauréat    |
| 2011  |                          | Airplay latine Pop - Artiste Solo de l'Année                   | Lauréat    |
| 2011  |                          | Latine albums Pop - Artiste Solo de l'Année                    | Nomination |
| 2011  |                          | Artiste Touring latine de l'année                              | Nomination |
| 2011  |                          | Artiste latine social de l'année                               | Lauréat    |
| 2011  | Loca                     | Chaud chanson latine de l'année - Événement Vocal              | Lauréat    |
| 2011  | Loca                     | Digital Download latine de l'année                             | Nomination |
| 2011  | Waka Waka                | Digital Download latine de l'année                             | Lauréat    |
| 2011  | Sale El Sol              | Album Latin de L'année                                         | Nomination |
| 2011  | Sale El Sol              | Album Pop Latin de L'année                                     | Nomination |
| 2011  | Sale El Sol              | Latine Digital Album de l'Année                                | Lauréat    |
| 2012  | Shakira                  | Artiste de l'année                                             | Nomination |
| 2012  | Shakira                  | Artiste féminine de l'année                                    | Lauréat    |
| 2012  | Rabiosa                  | Chanson de l'année (Téléchargements)                           | Nomination |
| 2012  | Waka Waka                | Chanson de l'année (Téléchargements)                           | Nomination |
| 2012  | Sale El Sol              | Album de l'année par une femme                                 | Lauréat    |
| 2012  | Sale El Sol              | Album de l'année (Téléchargements)                             | Nomination |
| 2012  | Shakira                  | Artiste de l'année pour des chansons "Latin Pop"               | Lauréat    |
| 2012  | Shakira                  | Artiste de l'année pour un album "Latin Pop"                   | Nomination |
| 2012  | Shakira                  | Artiste de l'année pour des chansons tropicales                | Nomination |
| 2012  | Shakira                  | Artiste de l’année sur les Réseaux Sociaux                     | Lauréat    |

## Latin Grammy Awards
| Année | Travail nommé                | Catégorie                                | Résultat   |
| ----- | ---------------------------- | ---------------------------------------- | ---------- |
| 2000  | MTV Unplugged                | Meilleure Album                          | Nomination |
| 2000  | MTV Unplugged                | Meilleure Album Pop Vocal                | Nomination |
| 2000  | Octavo Dia                   | Meilleure Performance Feminine Rock      | Lauréat    |
| 2000  | Ojos Asi                     | Meilleure Performance Feminine           | Lauréat    |
| 2000  | Ojos Asi                     | Meilleure Vidéo Musique court formulaire | Nomination |
| 2002  | Suerte                       | Meilleure Vidéo Musique court formulaire | Lauréat    |
| 2003  | Te Aviso, Te Anuncio (Tango) | Meilleure Chanson Rock                   | Nomination |
| 2006  | Fijación Oral Vol. 1         | Album de L'année                         | Lauréat    |
| 2006  | Fijación Oral Vol. 1         | Meilleure Album Pop                      | Lauréat    |
| 2006  | La Tortura                   | Enregistrement de L'année                | Lauréat    |
| 2006  | La Tortura                   | Chanson de L'année                       | Lauréat    |
| 2006  | La Tortura                   | Meilleure Vidéo Musique court formulaire | Lauréat    |
| 2007  | Bello Embustero              | Enregistrement de L'année                | Nomination |
| 2011  | Sale el Sol                  | Album de L'année                         | Nomination |
| 2011  | Sale el Sol                  | Album Pop                                | Lauréat    |
| 2011  | Loca                         | Meilleure Vidéo Musique court formulaire | Nomination |

## MTV Asia Awards
| Année | Travail nommé  | Catégorie                  | Résultat   |
| ----- | -------------- | -------------------------- | ---------- |
| 2003  | Shakira        | Meilleure Artiste Feminine | Lauréat    |
| 2003  | Shakira        | Artiste de Revelation      | Lauréat    |
| 2008  | Beautiful Liar | Meilleure Hook Up          | Nomination |

## MTV Europe Music Awards
| Année | Travail nommé      | Catégorie               | Résultat   |
| ----- | ------------------ | ----------------------- | ---------- |
| 2002  | Whenever, Wherever | Meilleure Chanson       | Nomination |
| 2002  | Shakira            | Meilleure Femme         | Nomination |
| 2002  | Shakira            | Meilleure Artiste       | Nomination |
| 2002  | Shakira            | Meilleure Artiste Pop   | Nomination |
| 2005  | Shakira            | Meilleure Artiste Pop   | Nomination |
| 2005  | Shakira            | Meilleure Femme         | Lauréat    |
| 2006  | Shakira            | Meilleure Femme         | Nomination |
| 2006  | Shakira            | Meilleure Artiste Pop   | Nomination |
| 2006  | Hips Don't Lie     | Meilleure Chanson       | Nomination |
| 2007  | Beautiful Liar     | Chanson La Plus Ecouter | Nomination |
| 2009  | She Wolf           | Meilleure Clip          | Nomination |
| 2009  | Shakira            | Meilleure Femme         | Nomination |
| 2010  | Shakira            | Meilleure Femme         | Nomination |
| 2010  | Loca               | Meilleure Clip          | Nomination |
| 2010  | Shakira            | Free Your Mind          | Lauréat    |

## MTV Video Music Awards
| Année | Travail nommé      | Catégorie                                                        | Résultat   |
| ----- | ------------------ | ---------------------------------------------------------------- | ---------- |
| 2000  | Ojos Asi           | Meilleurs en Amérique latine                                     | Lauréat    |
| 2000  | Ojos Asi           | meilleurs chanson en Amérique latine                             | Nomination |
| 2002  | Whenever, Wherever | meilleurs Video Feminine                                         | Nomination |
| 2002  | Whenever, Wherever | meilleurs Video Pop                                              | Nomination |
| 2002  | Whenever, Wherever | meilleurs Video Danse                                            | Nomination |
| 2002  | Whenever, Wherever | Meilleure cinématographie dans un clip                           | Nomination |
| 2002  | Whenever, Wherever | meilleurs en Amérique latine (du Nord)                           | Lauréat    |
| 2002  | Whenever, Wherever | Choix des prix international pour l'Amérique latine (Pacific)    | Nomination |
| 2002  | Whenever, Wherever | Choix des prix international pour l'Amérique latine (Atlantique) | Nomination |
| 2005  | La Tortura         | Meilleure Video Feminine                                         | Nomination |
| 2005  | La Tortura         | Choix des Prix                                                   | Nomination |
| 2005  | La Tortura         | Meilleure Video Danse                                            | Nomination |
| 2006  | Hips Don't Lie     | Meilleure Video Feminine                                         | Nomination |
| 2006  | Hips Don't Lie     | Meilleure Video Pop                                              | Nomination |
| 2006  | Hips Don't Lie     | Meilleure Video Danse                                            | Nomination |
| 2006  | Hips Don't Lie     | Video De L'année                                                 | Nomination |
| 2006  | Hips Don't Lie     | Choix des Prix                                                   | Nomination |
| 2006  | Hips Don't Lie     | Meilleure chorégraphie dans une vidéo                            | Lauréat    |
| 2006  | Hips Don't Lie     | Meilleure direction artistique dans une vidéo                    | Nomination |
| 2007  | Beautiful Liar     | Meilleure Collaboration                                          | Lauréat    |
| 2007  | Beautiful Liar     | Meilleure réalisation dans une vidéo                             | Nomination |
| 2007  | Beautiful Liar     | Meilleure chorégraphie dans une vidéo                            | Nomination |
| 2007  | Beautiful Liar     | Meilleur montage dans une vidéo                                  | Nomination |
| 2007  | Shakira            | MeilleurArtiste Latin de L'année                                 | Nomination |

## Nickelodeon Kids' Choice Awards
| Année | Travail nommé  | Catégorie         | Résultat   |
| ----- | -------------- | ----------------- | ---------- |
| 2007  | Hips Don't Lie | Meilleure chanson | Nomination |

## NME Awards
| Année | Travail nommé | Catégorie               | Résultat   |
| ----- | ------------- | ----------------------- | ---------- |
| 2011  | Shakira       | Prix pour les NME Femme | Nomination |

## NRJ Music Awards
| Année | Travail nommé      | Catégorie                         | Résultat   |
| ----- | ------------------ | --------------------------------- | ---------- |
| 2003  | Shakira            | Artiste féminine internationale   | Lauréat    |
| 2003  | Whenever, Wherever | Chanson internationale            | Lauréat    |
| 2003  | Laundry Service    | Album international               | Lauréat    |
| 2006  | Shakira            | Artiste féminine internationale   | Nomination |
| 2006  | La Tortura         | Chanson internationale            | Lauréat    |
| 2006  | La Tortura         | Clip de l'année                   | Nomination |
| 2007  | Shakira            | Artiste féminine internationale   | Nomination |
| 2007  | Hips Don't Lie     | Chanson internationale            | Nomination |
| 2010  | Shakira            | Artiste féminine internationale   | Nomination |
| 2011  | Shakira            | Artiste féminine internationale   | Lauréat    |
| 2011  | Waka Waka          | Chanson internationale            | Lauréat    |
| 2012  | Shakira            | NRJ Music Awards d'Honneur        | Lauréat    |
| 2014  | Shakira            | Artiste féminine internationale   | Nomination |
| 2016  | Shakira            | Artiste féminine internationale   | Nomination |
| 2017  | Shakira            | Artiste féminine internationale   | Nomination |
| 2021  | Shakira            | Artiste féminine internationale   | Nomination |
| 2022  | Shakira            | Artiste féminine internationale   | Nomination |
| 2022  | Don't You Worry    | Chanson internationale de l'année | Nomination |
| 2023  | Shakira            | Artiste féminine internationale   | Nomination |
| 2023  | TQG                | Collaboration internationale      | Nomination |

## Orgullosamente Latino Awards
| Année | Travail nommé | Catégorie                        | Résultat |
| ----- | ------------- | -------------------------------- | -------- |
| 2006  | Shakira       | Artiste Solo de L'année          | Lauréat  |
| 2010  | Shakira       | Artiste Solo Feminine de L'année | Lauréat  |

## People's Choice Awards
| Année | Travail nommé  | Catégorie                 | Résultat   |
| ----- | -------------- | ------------------------- | ---------- |
| 2007  | Shakira        | Favorite Artiste Feminine | Nomination |
| 2007  | Hips Don't Lie | Favorite Chanson Pop      | Lauréat    |
| 2008  | Beautiful Liar | Meilleure Chanson R&B     | Nomination |
| 2010  | Waka Waka      | Meilleure Clip            | Nomination |

## Premios 40 Principales
| Année | Travail nommé                       | Catégorie                                            | Résultat   |
| ----- | ----------------------------------- | ---------------------------------------------------- | ---------- |
| 2006  | " Hips Don't Lie"                   | Meilleure Chanson Internationale                     | Lauréat    |
| 2006  | Shakira                             | Meilleure Artiste Internationale                     | Lauréat    |
| 2009  | " Loba"                             | Meilleure chanson internationale en langue espagnole | Lauréat    |
| 2009  | Shakira                             | Meilleure chanson internationale en langue espagnole | Lauréat    |
| 2010  | " Waka Waka (This Time for Africa)" | Meilleure chanson internationale en langue espagnole | Nomination |
| 2010  | Shakira                             | Meilleure Artiste Internationale Espagnol            | Lauréat    |
| 2011  | Shakira                             | Meilleure Artiste Internationale Espagnol            | Lauréat    |
| 2011  | Shakira                             | Le plus influent artiste latin dans le monde         | Lauréat    |
| 2011  | "Loca"                              | Meilleure Chanson Internationale Espagnol            | Nomination |
| 2011  | "Rabiosa"                           | Meilleure Chanson Internationale Espagnol            | Nomination |

## Premios Amigo
| Année | Travail nommé | Catégorie                                 | Résultat |
| ----- | ------------- | ----------------------------------------- | -------- |
| 1999  | Shakira       | Meilleure Artiste Soliste Féminine Latine | Lauréat  |
| 2002  | Shakira       | Meilleure Artiste Soliste Féminine Latine | Lauréat  |

## Premios Juventud
| Année | Travail nommé                                            | Catégorie                     | Résultat   |
| ----- | -------------------------------------------------------- | ----------------------------- | ---------- |
| 2005  | La Tortura (with Alejandro Sanz)                         | Duo le Plus Sensuel           | Lauréat    |
| 2005  | La Tortura (with Alejandro Sanz)                         | Chanson la Plus Accrocheuse   | Nomination |
| 2005  | Fijación Oral Vol. 1                                     | CD Pour Lequel Je Mourrais    | Nomination |
| 2005  | Shakira                                                  | Meilleurs Mouvements          | Lauréat    |
| 2005  | Shakira                                                  | J'entends Cette Femme Partout | Lauréat    |
| 2005  | Shakira                                                  | Mon Artiste Rock Préféré(e)   | Lauréat    |
| 2005  | Shakira                                                  | Mon Artiste Pop Préféré(e)    | Lauréat    |
| 2005  | Shakira                                                  | Mon Idole                     | Nomination |
| 2006  | Shakira                                                  | Meilleurs Mouvements          | Lauréat    |
| 2006  | Shakira                                                  | Mon Artiste Rock Préféré(e)   | Lauréat    |
| 2006  | Shakira                                                  | Mon Artiste Pop Préféré(e)    | Nomination |
| 2007  | Shakira                                                  | Meilleurs Mouvements          | Lauréat    |
| 2007  | Shakira                                                  | Mon Artiste Pop Préféré(e)    | Nomination |
| 2007  | Shakira                                                  | Mon Concert Préféré           | Nomination |
| 2007  | Shakira                                                  | Mon Idole                     | Lauréat    |
| 2007  | Alejandro Sanz - Te Lo Agradezco, Pero No (with Shakira) | Duo Parfait                   | Nomination |
| 2008  | Shakira                                                  | Meilleurs Mouvements          | Nomination |
| 2010  | Shakira                                                  | Prix SuperNova                | Lauréat    |
| 2010  | Shakira                                                  | Meilleurs Mouvements          | Nomination |
| 2010  | Loba                                                     | Ma Vidéo Préférée             | Lauréat    |
| 2010  | Loba                                                     | Ma Sonnerie de Téléphone      | Nomination |
| 2011  | Loca (with El Cata)                                      | Ma Vidéo Préférée             | Nomination |
| 2011  | Loca (with El Cata)                                      | Ma Sonnerie de Téléphone      | Nomination |
| 2011  | Shakira                                                  | Mon Artiste Pop Préféré(e)    | Nomination |
| 2011  | Shakira                                                  | Meilleurs Mouvements          | Lauréat    |
| 2011  | Sale El Sol                                              | Je l'Ecoute en Entier         | Nomination |
| 2011  | Sale El Sol Tour                                         | Superbe Tournée               | Nomination |
| 2012  | Shakira                                                  | Meilleurs Mouvements          | Lauréat    |
| 2012  | Shakira                                                  | Mon Artiste Pop Préféré(e)    | Nomination |

## Premios Lo Nuestro
Premios Lo Nuestro est une cérémonie de remise de prix récompensant le meilleur de la musique latine, présentée par Univision. Shakira a reçu vingt-neuf prix sur cinquante-trois nominations,,,,,,,,,,,,,,,,,,,,,,,,,.
| Année | Travail nommé                | Catégorie                        | Résultat   |
| ----- | ---------------------------- | -------------------------------- | ---------- |
| 1997  | Shakira                      | Meilleure Artiste Pop Feminine   | Lauréat    |
| 1997  | Shakira                      | Revelation Artiste               | Lauréat    |
| 1999  | Shakira                      | Meilleure Artiste Pop Feminine   | Lauréat    |
| 1999  | "¿Dónde Están Los Ladrones?" | Meilleure Album Pop              | Lauréat    |
| 2000  | Shakira                      | Meilleure Artiste Feminine Pop   | Lauréat    |
| 2001  | "MTV Unplugged"              | Meilleure Album Rock             | Lauréat    |
| 2001  | Shakira                      | Meilleure Artiste Rock           | Lauréat    |
| 2001  | Shakira                      | Meilleure Performance Rock       | Lauréat    |
| 2002  | Shakira                      | Meilleure Artiste Feminine Pop   | Lauréat    |
| 2002  | Shakira                      | Meilleure Artiste Feminine Latin | Lauréat    |
| 2003  | Shakira                      | Meilleure Artiste Pop Feminine   | Lauréat    |
| 2003  | Shakira                      | Internet, les personnes Rock     | Lauréat    |
| 2003  | "Suerte"                     | Chanson de L'année               | Nomination |
| 2004  | Shakira                      | Meilleure Artiste Feminine Pop   | Lauréat    |
| 2004  | "Que Me Quedes Tu"           | Chanson de L'année               | Nomination |
| 2006  | "La Tortura"                 | Chanson Pop de L'année           | Lauréat    |
| 2006  | Shakira & Alejandro Sanz     | Groupe / Duo                     | Lauréat    |
| 2006  | "Fijación Oral vol. 1"       | Pop Album of the Year            | Lauréat    |
| 2006  | "No"                         | Clip de L'année                  | Nomination |
| 2007  | Shakira                      | Meilleure Artiste Feminine Pop   | Lauréat    |
| 2010  | "Loba"                       | Clip de L'année                  | Lauréat    |
| 2011  | Shakira                      | Artiste de L'année               | Nomination |
| 2011  | Shakira                      | Meilleure Artiste Feminine       | Lauréat    |
| 2011  | "Lo Hecho Está Hecho"        | Meilleure Chanson Pop            | Nomination |
| 2012  | Shakira                      | Artiste de L'année               | Lauréat    |
| 2012  | Shakira                      | Meilleure Artiste Pop Feminine   | Lauréat    |
| 2012  | "Rabiosa"                    | Meilleure Chanson Pop            | Lauréat    |
| 2012  | "Rabiosa"                    | Meilleure Collaboration          | Nomination |
| 2012  | "Sale el Sol"                | Chanson Pop de L'année           | Nomination |
| 2012  | "Sale el Sol"                | Album Pop de L'année             | Lauréat    |

## Premios Nuestra Tierra
| Année | Travail nommé                      | Catégorie                                       | Résultat   |
| ----- | ---------------------------------- | ----------------------------------------------- | ---------- |
| 2007  | Shakira                            | Meilleure Artiste Pop                           | Lauréat    |
| 2007  | Shakira                            | Meilleure Performance Pop                       | Lauréat    |
| 2007  | Shakira                            | Meilleure Artiste de L'année                    | Nomination |
| 2007  | "Hips Dont Lie"                    | Meilleure Performance Urban                     | Lauréat    |
| 2007  | "Fijacion Vol. 1"                  | Album de L'année                                | Nomination |
| 2007  | "La Pared"                         | Chanson de L'année                              | Nomination |
| 2008  | "Hay Amores"                       | Meilleure musique de film national              | Lauréat    |
| 2010  | Shakira                            | Meilleure Site Web                              | Nomination |
| 2010  | Shakira                            | Meilleure Artiste de L'année (Public)           | Nomination |
| 2010  | Shakira                            | Meilleure Artisteb Pop                          | Nomination |
| 2010  | "Loba"                             | Meilleure performance Pop                       | Nomination |
| 2010  | "Loba"                             | Meilleure Music Video                           | Nomination |
| 2011  | "Waka Waka (This Time For Africa)" | Meilleure Chanson                               | Nomination |
| 2011  | "Waka Waka (This Time For Africa)" | Meilleure Chanson (Public)                      | Nomination |
| 2011  | "Loca"                             | Meilleure Music Video (Colombian)               | Lauréat    |
| 2011  | Shakira                            | Meilleure Artiste de L'année                    | Nomination |
| 2011  | Shakira                            | Meilleure Artiste de L'année (Public)           | Nomination |
| 2011  | Shakira                            | Meilleure Artiste Pop                           | Nomination |
| 2011  | Shakira                            | Twitter de L'année                              | Nomination |
| 2011  | Shakira                            | Meilleure Fan                                   | Nomination |
| 2011  | "Sale El Sol"                      | Album de L'année                                | Nomination |
| 2012  | Shakira                            | Meilleure Artiste de l'Année (Interprète)       | Nomination |
| 2012  | Shakira                            | Meilleur Artiste Pop de l'Année: Solo ou Groupe | Nomination |
| 2012  | Shakira                            | Meilleur Artiste du Public                      | Nomination |
| 2012  | Shakira                            | Twitteur de l'Année                             | Nomination |
| 2012  | "Antes de la 6"                    | Meilleure Interprétation Pop de l'Année         | Nomination |

## Premios Oye!
| Année | Travail nommé              | Catégorie                                  | Résultat   |
| ----- | -------------------------- | ------------------------------------------ | ---------- |
| 2002  | Shakira                    | Artiste Feminine Internationale            | Lauréat    |
| 2002  | Shakira                    | Artiste Feminine pop                       | Lauréat    |
| 2002  | Shakira                    | Meilleure Breakthrough espagnol            | Nomination |
| 2005  | Shakira                    | Meilleure Artiste Feminine Pop             | Lauréat    |
| 2006  | "Oral Fixation Vol. 2"     | Meilleur enregistrement anglais de l'année | Lauréat    |
| 2006  | "Día de Enero"             | Social Music                               | Lauréat    |
| 2006  | "Hips Don't Lie"           | Meilleure chanson espagnole de l'année     | Lauréat    |
| 2006  | "Hips Don't Lie"           | Meilleure chanson anglophone de l'année    | Lauréat    |
| 2006  | "Hips Don't Lie"           | Clip de L'année                            | Lauréat    |
| 2007  | "Te Lo Agradezco, Pero No" | Meilleure vidéo espagnole de l'année       | Nomination |
| 2007  | "Te Lo Agradezco, Pero No" | Meilleure Chanson Espagnol                 | Lauréat    |
| 2012  | "Sale El Sol"              | Album Espagnol                             | Nomination |
| 2012  | Shakira                    | Artiste Feminine                           | Nomination |

## Ritmo Latino Music Awards
| Année | Travail nommé                | Catégorie                       | Résultat |
| ----- | ---------------------------- | ------------------------------- | -------- |
| 1999  | "¿Dónde Están Los Ladrones?" | Artiste Feminine Internationale | Lauréat  |
| 1999  | Shakira                      | Artiste de L'année              | Lauréat  |
| 2002  | "Suerte"                     | Meilleure Music Video           | Lauréat  |

## Swiss Music Awards
| Année | Travail nommé                      | Catégorie                    | Résultat |
| ----- | ---------------------------------- | ---------------------------- | -------- |
| 2011  | "Waka Waka (This Time for Africa)" | Meilleure Hit Internationale | Lauréat  |

## Teen Choice Awards
| Année | Travail nommé | Catégorie          | Résultat   |
| ----- | ------------- | ------------------ | ---------- |
| 2002  | Shakira       | Artiste Feminine   | Nomination |
| 2010  | Shakira       | Artiste Feminine   | Nomination |
| 2010  | Shakira       | Meilleure Activité | Lauréat    |

## TRL Music Awards
| Année | Travail nommé | Catégorie         | Résultat   |
| ----- | ------------- | ----------------- | ---------- |
| 2011  | "Shakira"     | Too Much Prix     | Nomination |
| 2011  | "Shakira"     | Wonder Woman Prix | Nomination |

## Urban Music Awards
| Année | Travail nommé | Catégorie                               | Résultat   |
| ----- | ------------- | --------------------------------------- | ---------- |
| 2009  | Shakira       | Meilleure Artiste Latine Internationale | Nomination |

## VH1 Do Something Awards
| Année | Travail nommé | Catégorie         | Résultat   |
| ----- | ------------- | ----------------- | ---------- |
| 2010  | Shakira       | Meilleure Artiste | Nomination |

## Virgin Media Music Awards
| Année | Travail nommé | Catégorie       | Résultat |
| ----- | ------------- | --------------- | -------- |
| 2011  | Shakira       | Meilleure Femme | Lauréat  |

## World Soundtrack Awards
| Année | Travail nommé | Catégorie                              | Résultat   |
| ----- | ------------- | -------------------------------------- | ---------- |
| 2011  | Despedida     | Meilleure Bande Originale Pour Un Film | Nomination |

## World Music Awards
| Année | Travail nommé | Catégorie                                 | Résultat   |
| ----- | ------------- | ----------------------------------------- | ---------- |
| 1998  | Shakira       | Meilleure Artiste Femme Latine            | Lauréat    |
| 2003  | Shakira       | Meilleure Artiste Femme Latine            | Lauréat    |
| 2005  | Shakira       | Meilleure Artiste Femme Latine            | Nomination |
| 2006  | Shakira       | Meilleure Artiste Femme Latine            | Lauréat    |
| 2006  | Shakira       | Meilleure Artiste Pop                     | Nomination |
| 2007  | Shakira       | Meilleure Artiste Femme Latine            | Nomination |
| 2010  | Shakira       | Meilleure Artiste Femme Latine Américaine | Lauréat    |